# Bruno Deserti

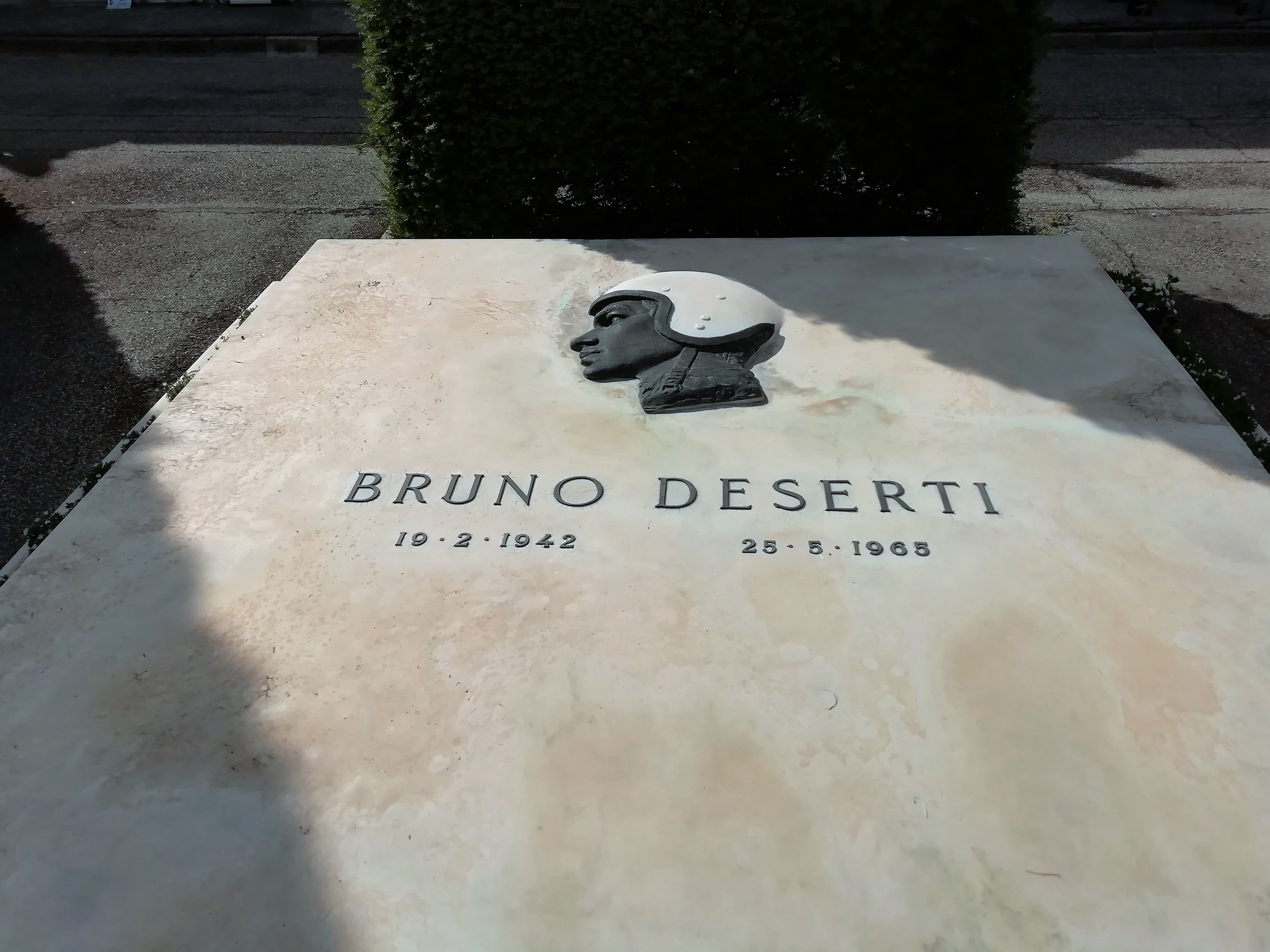
Das Grab von Bruno Deserti in Bologna

Bruno Deserti (* 19. Februar 1942 in Bologna; † 25. Mai 1965 auf dem Autodromo Nazionale Monza) war ein italienischer Autorennfahrer.

## Karriere
Bruno Deserti begann seine Rennkarriere als 1959 bei nationalen Rallys in Italien. Anfang der 1960er-Jahre wechselte er auf die Rundstrecke und begann verstärkt Touren- und Sportwagenrennen zu fahren. 1963 wurde er Dritter bei einem nationalen Sportwagenrennen in Cesenatico und gab 1964 sein Debüt beim 24-Stunden-Rennen von Le Mans. Gemeinsam mit Roberto Bussinello wurde er auf einem Alfa Romeo Giulia TZ 13. in der Gesamtwertung. Parallel zu seinen Sportwagen-Engagements bestritt Deserti Rennen in der italienischen Formel-3-Meisterschaft. In dieser Serie gewann er im Dezember die Coppa di F.I.A. in Monza. 1965 betritt er das 12-Stunden-Rennen von Sebring und das 1000-km-Rennen von Monza, als ihn Enzo Ferrari Ende Mai zu erneuten Testfahrten nach Monza einlud. Sein Debüt für die Scuderia hatte er schon bei der Targa Florio gegeben.

## Tod in Monza
Ferrari hatte zu den Werksfahrern der Scuderia Nachwuchspiloten an die traditionelle italienische Strecke geladen, um den Ferrari 330P2 zu testen. So waren neben den jungen Fahrern Andrea de Adamich, Giampiero Biscaldi und Deserti, auch die Spitzenpiloten John Surtees, Lorenzo Bandini, Ludovico Scarfiotti und Giancarlo Baghetti in Monza. Nach einem langen Testtag übernahm Deserti um 18:45 UHr den P3 von de Adamich. Obwohl er mit seiner Sitzposition nicht ganz zufrieden war, schickte ihn Ferrari-Rennleiter Eugenio Dragoni auf die Strecke. In seiner achten Runde verunfallte Deserti in der Curva Grande. Der Ferrari kam mit den rechten Rädern auf das Gras und der Fahrer verlor bei hohem Tempo die Herrschaft über den Wagen. Der Wagen schleuderte über die Leitplanken und flog in den Wald links der Strecke. Der Ferrari traf einen Baum und fing sofort Feuer. Obwohl Rettungskräfte schnell am Unfallort waren – Lorenzo Bandini lief 300 Meter mit einem Feuerlöscher zur Unfallstelle – und der Brand rasch gelöscht war, kam für Deserti jede Hilfe zu spät. Er war schon beim harten Aufschlag in den Wald gestorben. Enzo Ferrari verließ daraufhin den Rennplatz vorzeitig, da wieder ein junger Italiener in einem Ferrari-Rennwagen den Tod gefunden hatte.

## Statistik

### Le-Mans-Ergebnisse
| Jahr | Team                   | Fahrzeug             | Teamkollege        | Platzierung             |
| ---- | ---------------------- | -------------------- | ------------------ | ----------------------- |
| 1964 | Scuderia St. Ambroseus | Alfa Romeo Giulia TZ | Roberto Bussinello | Rang 13 und Klassensieg |

### Sebring-Ergebnisse
| Jahr | Team             | Fahrzeug             | Teamkollege     | Platzierung | Ausfallgrund |
| ---- | ---------------- | -------------------- | --------------- | ----------- | ------------ |
| 1965 | Autodelta S.p.A. | Alfa Romeo Giulia TZ | Teodoro Zeccoli | Rang 27     |              |

### Einzelergebnisse in der Sportwagen-Weltmeisterschaft
| Saison | Team                                     | Rennwagen                            | 1   | 2   | 3   | 4   | 5   | 6   | 7   | 8   | 9   | 10  | 11  | 12  | 13  | 14  | 15  | 16  | 17  | 18  | 19  | 20  | 21  | 22  |
| ------ | ---------------------------------------- | ------------------------------------ | --- | --- | --- | --- | --- | --- | --- | --- | --- | --- | --- | --- | --- | --- | --- | --- | --- | --- | --- | --- | --- | --- |
| 1963   |                                          | Lotus                                | DAY | SEB | SEB | TAR | SPA | MAI | NÜR | CON | ROS | LEM | MON | WIS | TAV | FRE | CCE | RTT | OVI | NÜR | MON | MON | TDF | BRI |
| 1963   |                                          | Lotus                                |     |     |     |     | 2   |     |     |     |     |     |     |     |     |     |     |     |     |     |     |     |     |     |
| 1964   | Andrea Vianini Scuderia St. Ambroseus    | Porsche 904 Lotus Elan Alfa Romeo TZ | DAY | SEB | TAR | MON | SPA | CON | NÜR | ROS | LEM | REI | FRE | CCE | RTT | SIM | NÜR | MON | TDF | BRI | BRI | PAR |     |     |
| 1964   | Andrea Vianini Scuderia St. Ambroseus    | Porsche 904 Lotus Elan Alfa Romeo TZ |     |     | DNF |     |     | 13  |     |     | 13  |     |     |     |     |     |     | 8   | DNF |     |     |     |     |     |
| 1965   | Autodelta Scuderia Sant Ambroeus Ferrari | Alfa Romeo TZ Ferrari 275 GTB        | DAY | SEB | BOL | MON | MON | RTT | TAR | SPA | NÜR | MUG | ROS | LEM | REI | BOZ | FRE | CCE | OVI | NÜR | BRI | BRI |     |     |
| 1965   | Autodelta Scuderia Sant Ambroeus Ferrari | Alfa Romeo TZ Ferrari 275 GTB        |     | 27  |     |     | 15  |     | DNF |     |     |     |     |     |     |     |     |     |     |     |     |     |     |     |